# Rue Kapucínská
La  rue Kapucínská est une voie de Prague. Située dans le quartier de Hradčany, elle relie la place Loretánské au petit quartier de Novy Svet.

## Origine du nom
Son nom vient du plus ancien monastère capucin de Bohême fondé en 1600.

## Historique
À partir du XIVe siècle, la rue porte le nom de « Voie Novy Svet », distinct de la rue « Voie Novy Svet », l'actuelle rue Kanovnická. Depuis 1870, la rue porte le nom actuel de « Kapucínská ». 

## Bâtiments remarquables et lieux de mémoire
- Monastère des Capucins - numéro 1 et place Loretánské
- Service d'équipement pour le ministère de l'Intérieur (cantine) - numéro 2 [2]
- Maison Au Raisin d'Or - maison baroque, au numéro 3, angle 5 rue Nový Svět[3]

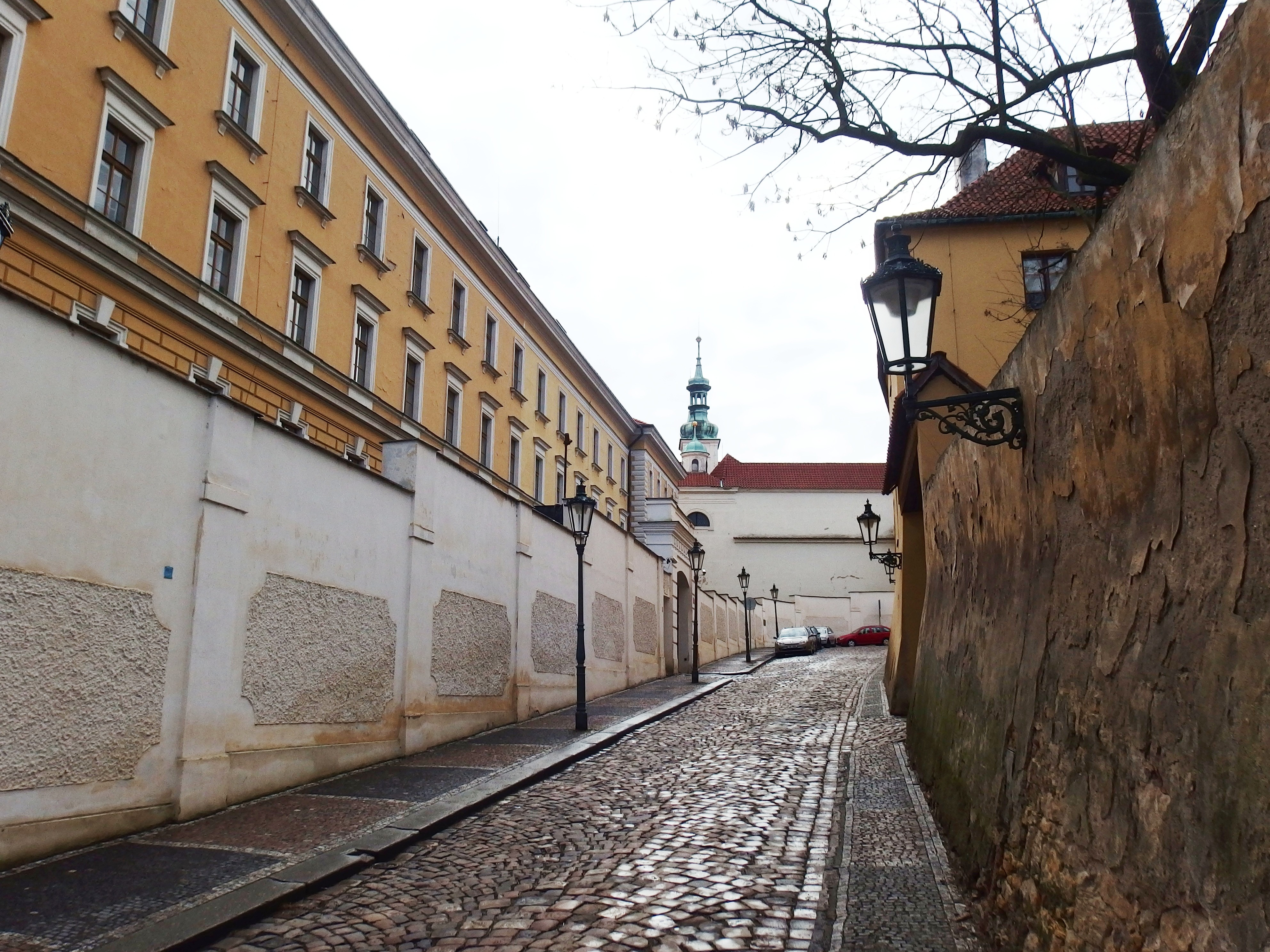
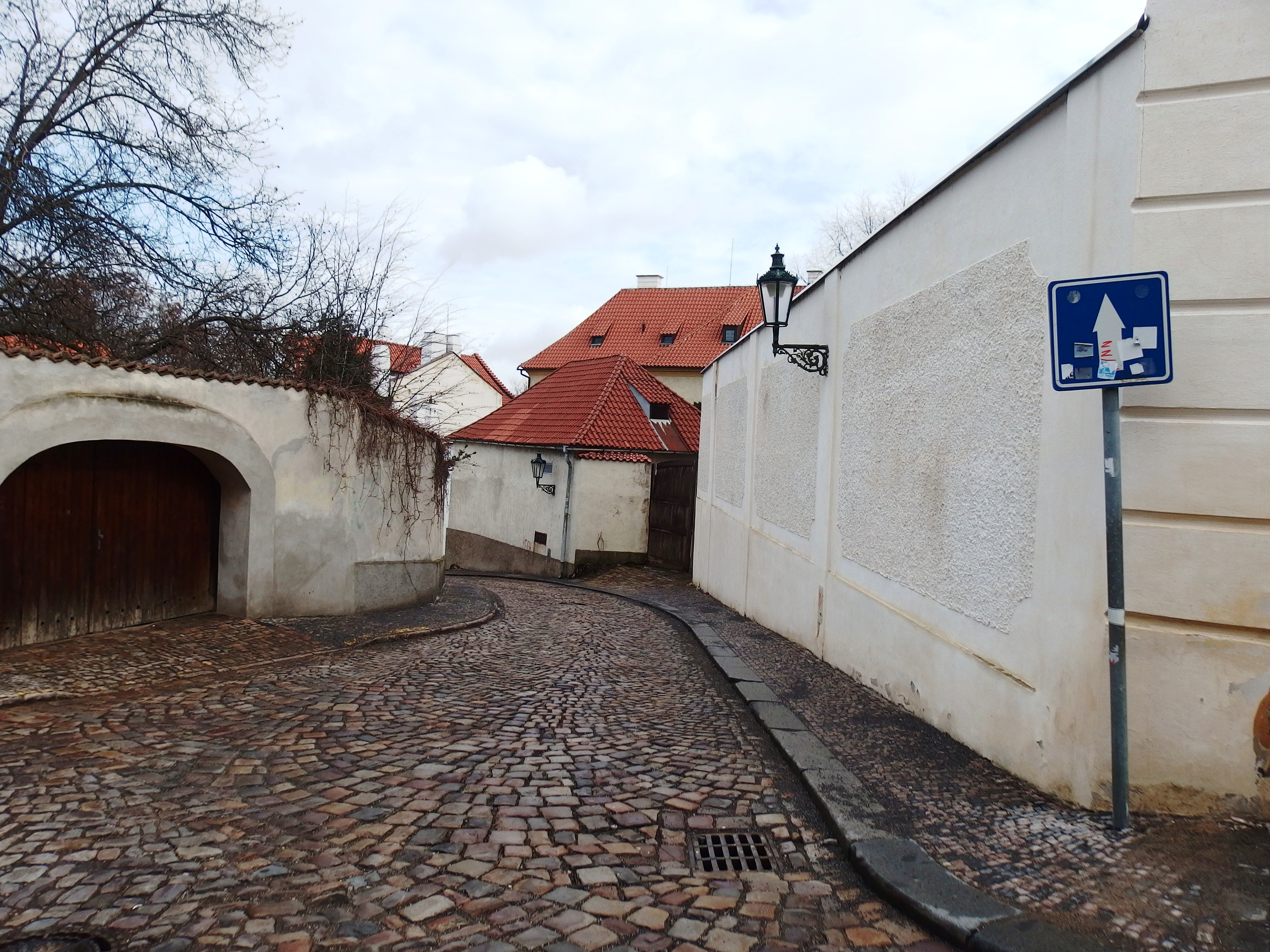
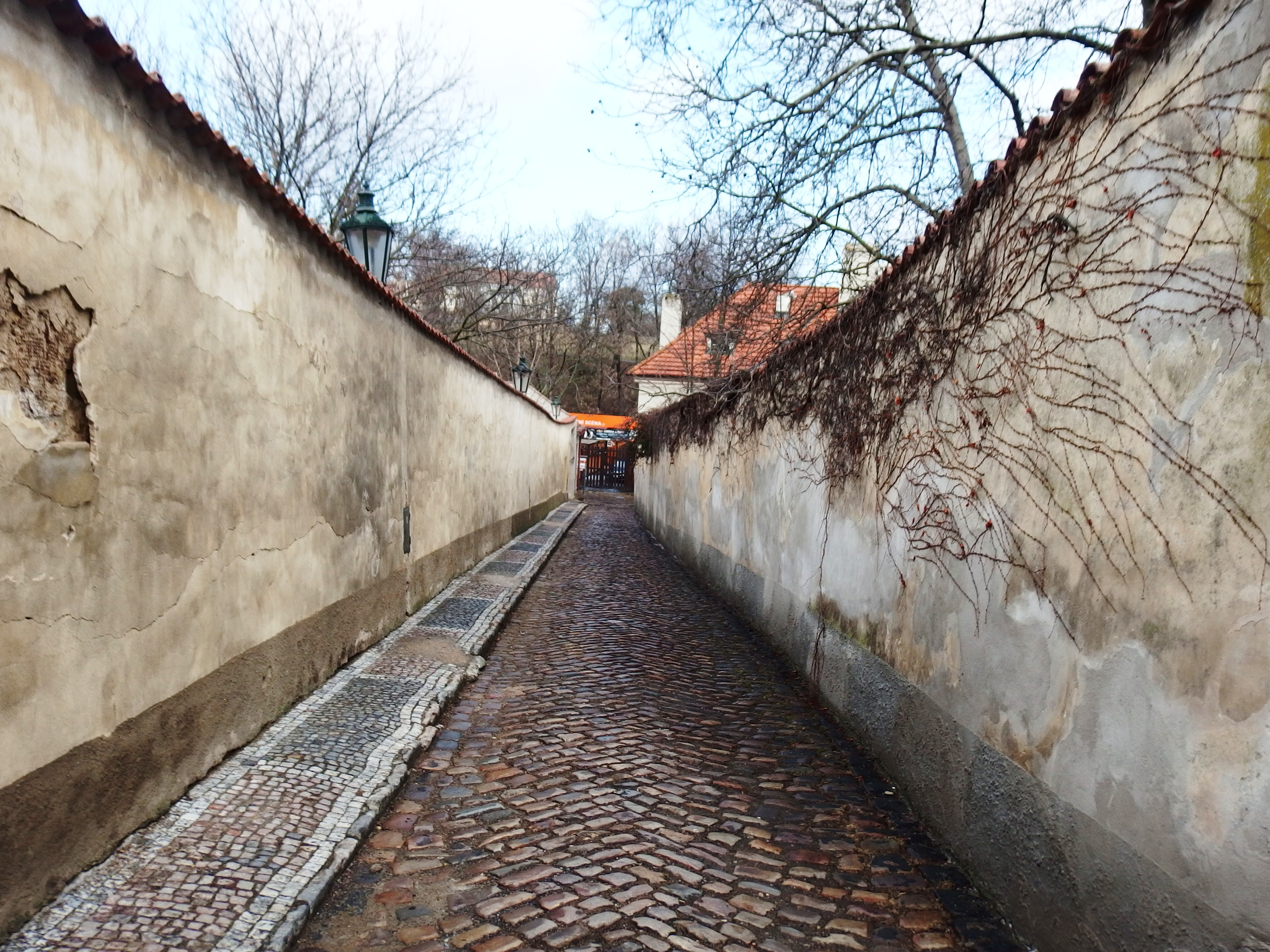
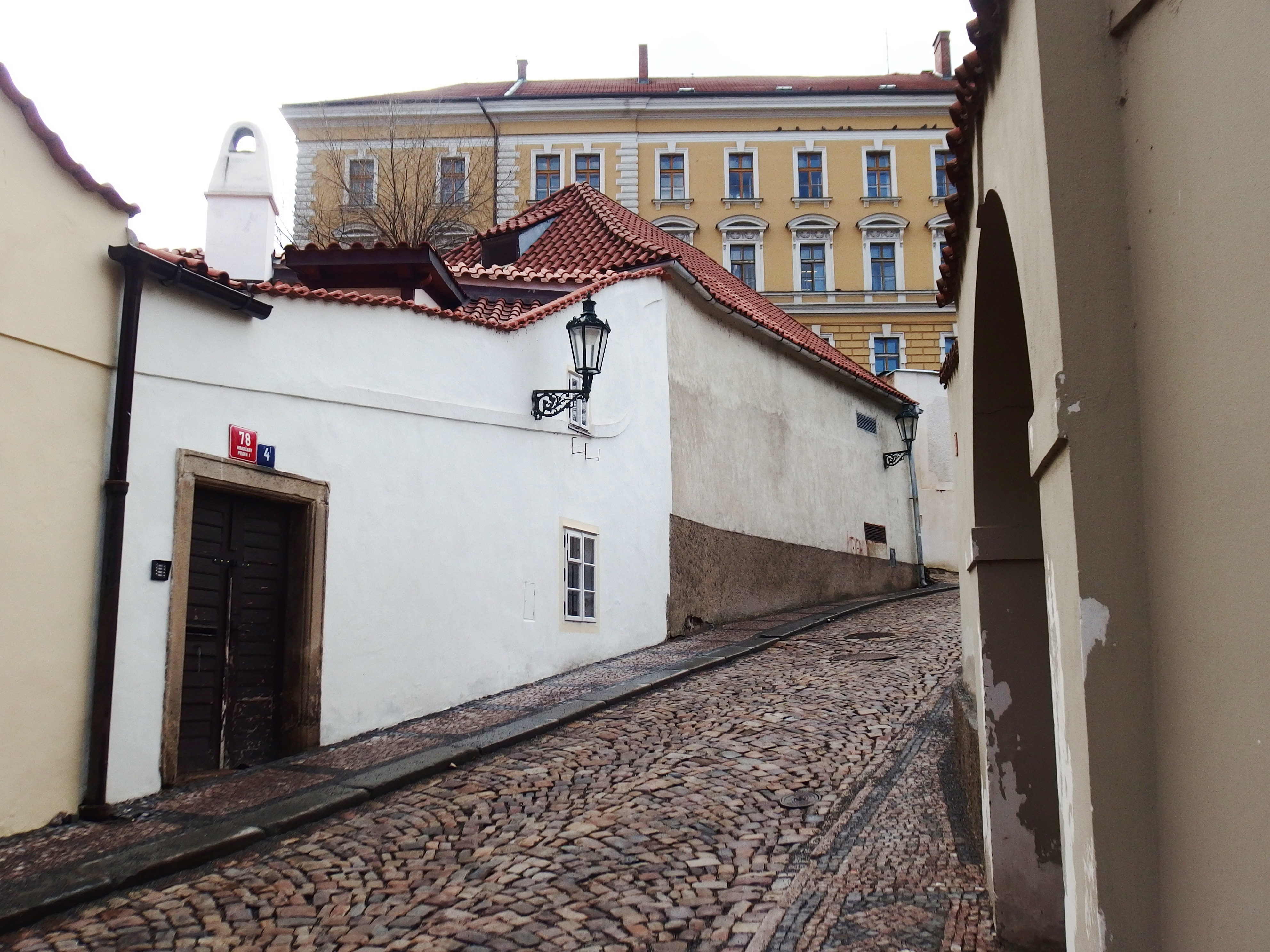
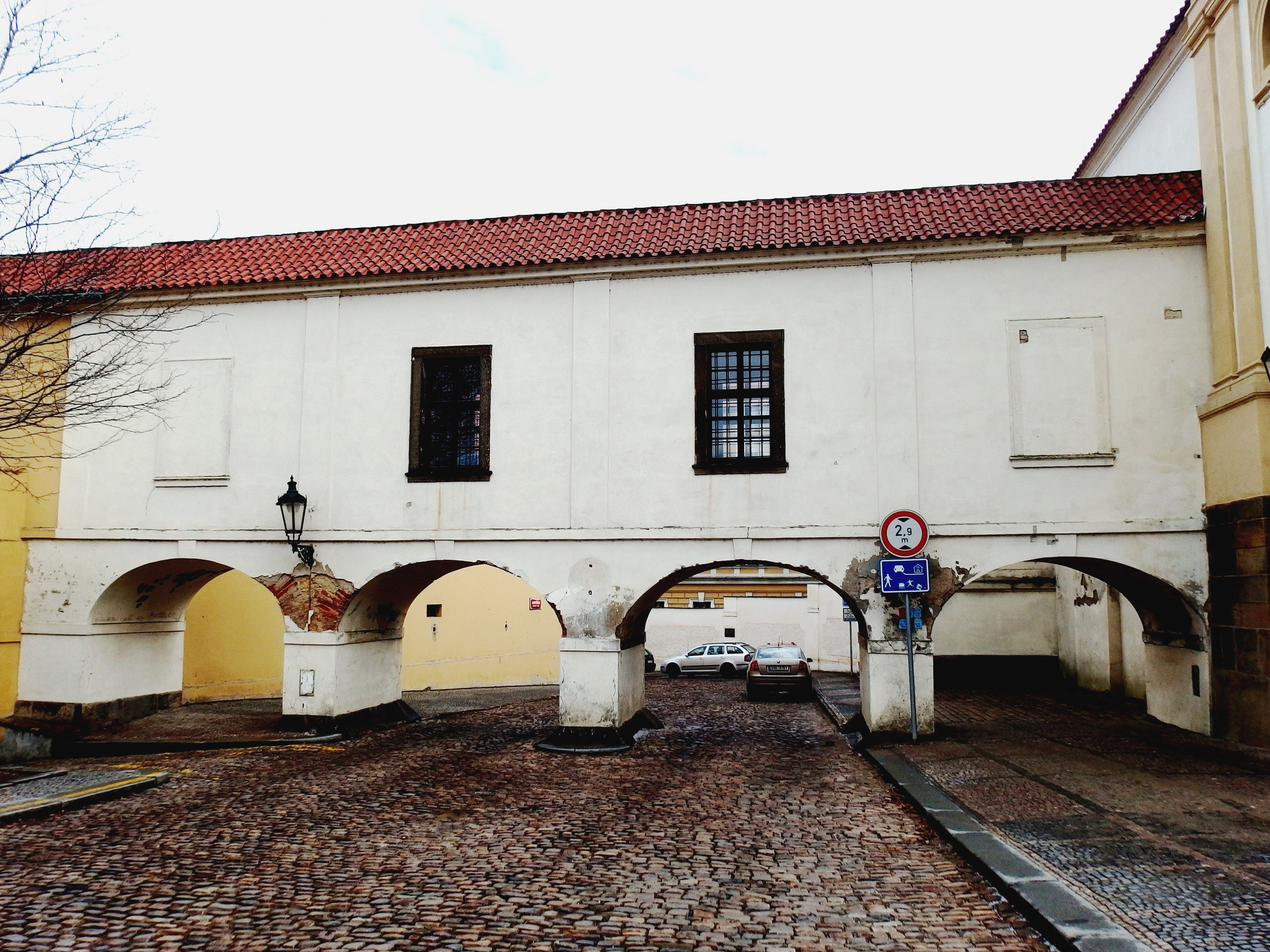